# 不完全給付
不完全給付（incomplete performance），指在雙務契約中一方未依照債之本旨提出對待給付。舉例而言：X付出100元向Y買蘋果，Y卻給了X一個爛蘋果。Y確實給了X一個蘋果，但X心中並非是想買一個爛蘋果，此時Y給X一個爛蘋果，就是不完全給付。

## 法源
此理論最早於德國發展，德意志帝國最高法院（Reichgericht）於1903年3月6日的判決中，採用 Staub 先生之見解，認為因契約被侵害，致使契約目的之達成受危害時，應類推適用德民法第326條之規定，債權人有解除契約之權利。
《民法》則是於第227條規定：「I因可歸責於債務人之事由，致為不完全給付者，債權人得依關於給付遲延或給付不能之規定行使其權利。 II因不完全給付而生前項以外之損害者，債權人並得請求賠償。」
中國則規定在《合同法》第122條：「因當事人一方的違約行為，侵害對方人身、財產權益的，受損害方有權選擇依照本法要求其承擔違約責任或依照其他法律要求其承擔侵權責任。」